# 烏斯河
烏斯河（俄语：Ус）是俄羅斯的河流，屬於葉尼塞河的右支流，由克拉斯諾亞爾斯克邊疆區負責管轄，河道全長236公里，流域面積6,680平方公里，河水主要來自雨水和融雪，每年十一月至翌年五月結冰。